# Lepanthes ingridiana
Lepanthes ingridiana är en orkidéart som beskrevs av Carlyle August Luer. Lepanthes ingridiana ingår i släktet Lepanthes och familjen orkidéer. Inga underarter finns listade i Catalogue of Life.